# Akiva Goldsman
Akiva J. Goldsman, född 7 juli 1962 i New York , är en amerikansk filmmanusförfattare, filmproducent och filmregissör. 
Goldman har belönats med en Oscar för bästa manus baserat på tidigare producerat eller publicerat material; filmen han belönades för var Ron Howards A Beautiful Mind (2001), som också vann Oscar för bästa film. 
Goldsman har i första hand arbetat med högbudgetfilmer. Han har skrivit manus till de mer actionbetonade Batman Forever, Batman & Robin och Lost in Space, men även till mer seriösa och tunga filmer som Juryn och Cinderella Man. År 2006 samarbetade han återigen med Ron Howard, regissör till A Beautiful Mind, när de skapade filmversionen av Dan Browns spänningsroman Da Vinci-koden. För omarbetningen av Browns bok till filmmanus fick han blandad kritik, men trots det fick han fortsatt förtroende och överförde även Dan Browns föregångare till Da Vinci-koden; Änglar och demoner till film. Denna innehöll betydligt större och i vissa dramaturgiska avseenden avgörande skillnader från boken, men mottogs något bättre av kritikerkåren. 
1998 debuterade Goldsman som producent, då han var med och producerade rymdäventyret Lost in Space. Sin första film för det egna produktionsbolaget Weed Road Pictures producerade han några år senare, 2004, då han producerade Starsky & Hutch.

## Filmografi (i urval)

### Som manusförfattare
- 1994 – Klienten
- 1994 – Silent Fall
- 1995 – Batman Forever
- 1996 – Juryn – A Time To Kill
- 1997 – Batman & Robin
- 1998 – Lost in Space
- 1998 – Magiska systrar
- 2001 – A Beautiful Mind
- 2004 – I, Robot
- 2005 – Cinderella Man
- 2006 – Da Vinci-koden
- 2007 – I Am Legend
- 2009 – Änglar och demoner
- 2014 – Winter's Tale
- 2015 – Insurgent
- 2016 – The 5th Wave

### Som producent
- 1998 – Lost in Space
- 1999 – Deep Blue Sea
- 2004 – Starsky & Hutch
- 2005 – Constantine
- 2005 – Mr. & Mrs. Smith
- 2006 – Poseidon
- 2007 – I Am Legend
- 2008 – Hancock
- 2010 – Paranormal Activity 2 (exekutiv producent)
- 2022 – Eldfödd